# Manfred Kiedorf

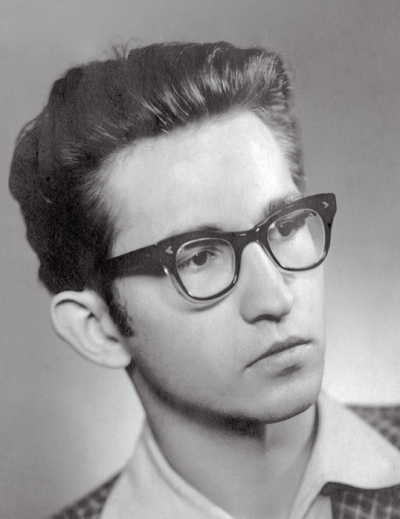
Manfred Kiedorf (etwa 1952)

Manfred Kiedorf (* 21. Oktober 1936 in Berlin; † 1. Januar 2015 ebenda) war ein deutscher Bühnenbildner, Illustrator und Miniaturist. Seit den 1950er Jahren schuf er gemeinsam mit Gerhard Bätz Rokoko-Miniaturen, die heute in der Ausstellung Rococo en miniature präsentiert werden.

## Leben

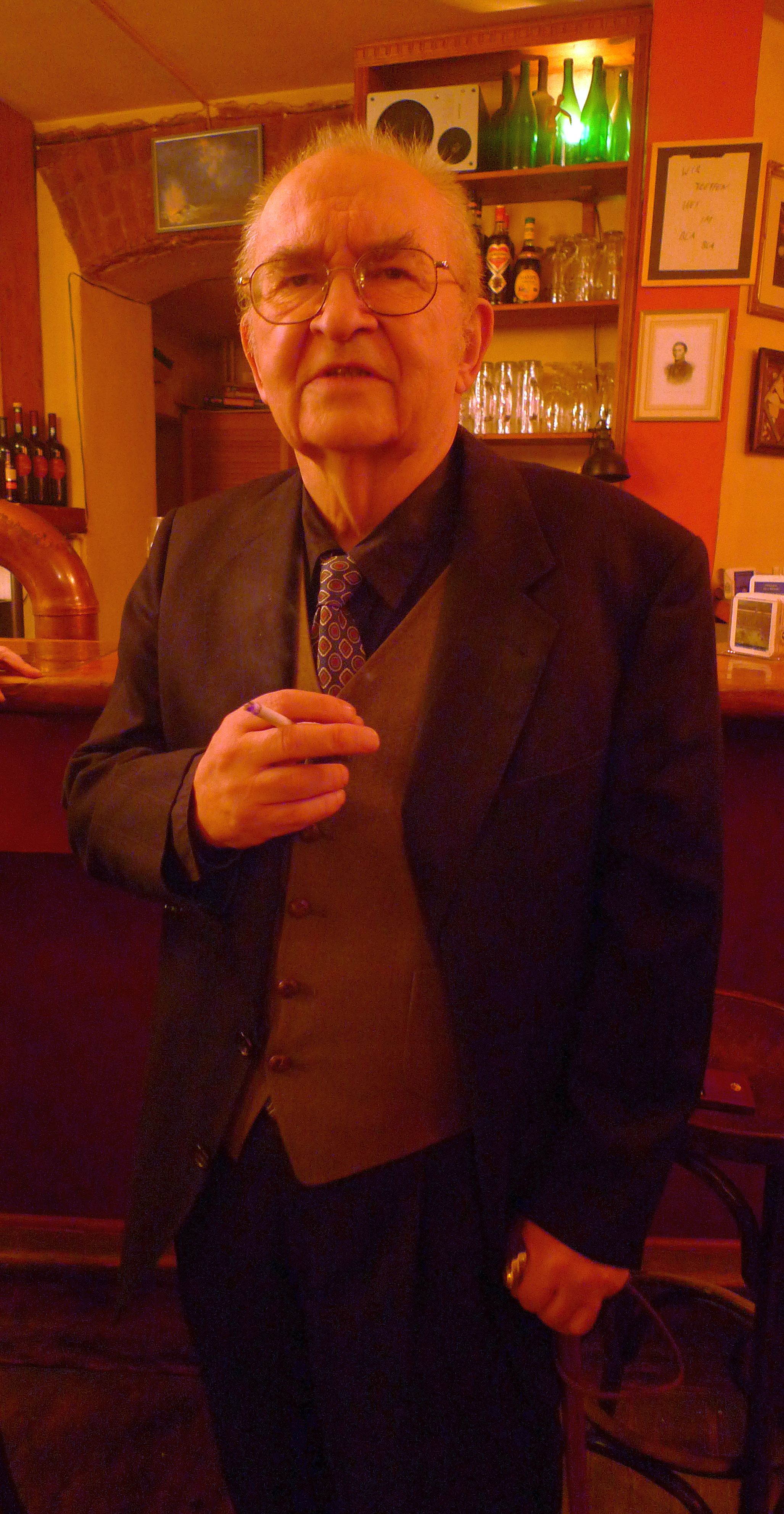
Manfred Kiedorf als Gast seines Berliner Stammlokals Van Speyck/Pieper im Jahr 2010

Manfred Kiedorf wurde über Berlin in einer Ju 52 geboren und nach der Landung in Berlin-Tempelhof im St.-Josef-Krankenhaus abgenabelt. Er wuchs als Nachzügler zweier Geschwister – Ursula und Günter – auf. Ihr Vater Karl Paul Kiedorf (* 1901 Thorn/Westpreußen; † 1949 Sonneberg) war Postbeamter und im Zweiten Weltkrieg mit Aufbau und Betrieb einer Feldpostzentrale auf Schloss Liebenstädt bei Posen betraut. Im Februar 1945 kehrte die Familie – die Mutter Hertha ist Urberlinerin – nach Berlin-Mariendorf zurück. Ein Jahr später beorderte die Oberpostdirektion den aus sowjetischer Kriegsgefangenschaft zurückgekehrten Vater nach Stützerbach, später nach Neuhaus am Rennweg und Sonneberg. Von Kiedorfs Kinder-Zeichnungen beeindruckt, räumte der ansässige Tier- und Pflanzenmaler Engelbert Schoner dem gerade Zwölfjährigen einige Vitrinen in seiner Personalausstellung in Neuhaus ein. Nachdem der Vater im Februar 1949 mit 49 Jahren gestorben war, begann Manfred Kiedorf eine Lehre als Werkzeugmacher in der Porzellanfabrik Neuhaus-Schierschnitz, machte eine Ausbildung zum Filmvorführer und später in Sonneberg von 1951 bis 1953 als Gebrauchswerber bei der HO, wo er in der Handelsschule Gerhard Bätz und die spätere Puppengestalterin Christa Mann kennenlernte. 1955/1956 arbeitete er zusammen mit Bätz in Erfurt und Weimar, wo sie in der Belvederer Allee 13 im ehemaligen Atelier von Christian Rohlfs campierten. Vorbild und Inspiration für sein bildnerisches Schaffen gaben zu dieser Zeit die hier ansässigen Künstler Alexander von Szpinger, Otto Paetz und Alfred Ahner, aber auch Schriftsteller wie Klaus Herrmann, Johannes Nohl und Dora Wentscher.
Von 1957 bis 1960 studierte er an der Kunsthochschule Berlin-Weißensee Bühnenbild bei Heinrich Kilger und Grafik bei Ernst Rudolf Vogenauer. Nach dem Studium arbeitete er unter der Ausstattungsleitung von Hainer Hill als Bühnenbildner und Bühnenmodellbauer an der Staatsoper Unter den Linden sowie als Szenenbildner für den Deutschen Fernsehfunk. Am 14. August 1961 kam er zu Hannes Hegens Mosaik-Kollektiv, wo er als Zeichner arbeitete sowie Modelle baute, die als räumliche Zeichenvorlagen dienten. Kiedorf entwarf die rübenförmige Burg des Ritter Runkel und zeichnete wochenlang an der Vogelschau auf das historische Venedig, wo auch die Kiedorfsche Kreation von Runkels Burgen-Schiff zum Einsatz kam. Im Juni 1965 machte er sich selbstständig und arbeitete für die DEMUSA (Deutsche Musikinstrumenten- und Spielwaren Außenhandelsgesellschaft mbH Berlin), im Auftrag von Dr. Fritz Kunter für das Museum für Deutsche Geschichte in Berlin, sowie für das Berliner Maxim-Gorki-Theater und die Volksbühne Berlin. Für den Ministerrat der DDR gestaltete Manfred Kiedorf 1965 die Medaille für Verdienste im Brandschutz, welche ab 1968 offiziell verliehen wurde. 1967 zieht er in ein Bauernhaus in Neumanschnow ein, welches er später nach der gescheiterten ersten Ehe von einem Traktoristen mit einem Raupenschlepper zusammenschieben lässt.
1970 wurde er als Mitglied im Verband Bildender Künstler der DDR aufgenommen – seine Bürgen waren Alfred Ahner und Horst Jährling – und war danach freischaffend als Zeichner und Illustrator tätig, arbeitete als Modellbauer für das Armeefilmstudio der Nationalen Volksarmee und als Museumsgestalter u. a. für Dioramen auf Schloss Branitz, auf Burg Falkenstein (Harz), Festung Königstein und für das Postmuseum der DDR (Modell einer Poststation von 1820, Maßstab 1:50, 1973). Zwei Mal – Mitte der 70er Jahre sowie 1980 bis 1983 – verbüßte Manfred Kiedorf in Angelegenheiten ausbleibender Unterhaltszahlungen Freiheitsstrafen im Haftlager StVE (Strafvollzugs-Einrichtung) Schwarze Pumpe – insgesamt fünf Jahre. Manfred Kiedorf residierte in zahlreichen, heute überwiegend nicht mehr existierenden Ostberliner Lokalen, dazu gehörten vor allem das Pressecafé (Friedrichstraße 101/102); Die Möwe (Luisenstraße 18); das Espresso im Lindencorso (Unter den Linden 17), das Posthorn, genannt Tute (Rathausstraße 3); das Espresso am Fernsehturm am Alexanderplatz; das Café Scala (Schönhauser Allee 80); das Wiener Café (Schönhauser Allee 68); Fengler (Lychener Straße 11); das Lampion, (Knaackstraße 54); das Pieper (Sredzkistraße 44) sowie das Lokal (Knaackstraße 94). Ende Februar des Jahres 2000 verliert Manfred Kiedorf in Folge eines Schlaganfalls das Sehvermögen auf dem linken Auge komplett und damit das räumliche Sehen überhaupt.
Als Kiedorfs Lebenswerk gelten die im Laufe von über 50 Jahren zusammen mit seinem Freund Gerhard Bätz geschaffenen Phantasiereiche der Schlösser der gepriesenen Insel. Dieses im Jahre 2006 vom Thüringer Landesmuseum Heidecksburg in Rudolstadt angekaufte Gesamtkunstwerk wird seit 2007 in den restaurierten Räumen der ehemaligen Hofküche des Schlosses präsentiert. Hier sind auch ausgewählte Stücke der über 3.000 handschriftlichen, mit Skizzen und Bauzeichnungen versehenen Briefe aus der über ein halbes Jahrhundert laufenden Korrespondenz der beiden Künstler zugänglich gemacht, welche 1999 von Lieselotte Baumberg, Sonneberg, für den Zeitraum 1957 bis 1994 thematisch aufgearbeitet wurde. Mit der am 21. September 2010 in Rudolstadt erteilten Ritterpromotion Chevalier de la noble passion du château Heidecksburg wurden Gerhard Bätz und Manfred Kiedorf alle Ehren, Privilegien und Titel eines Ritters der edlen und adeligen Neigung verliehen. Die öffentliche Resonanz der Ausstellung auf Schloss Heidecksburg ist außergewöhnlich, im Jahr 2014 wurde der 200.000. Besucher begrüßt, im August 2015 erklärt Direktor Lutz Unbehaun, dass bald die 300.000er Grenze erreicht sein wird.

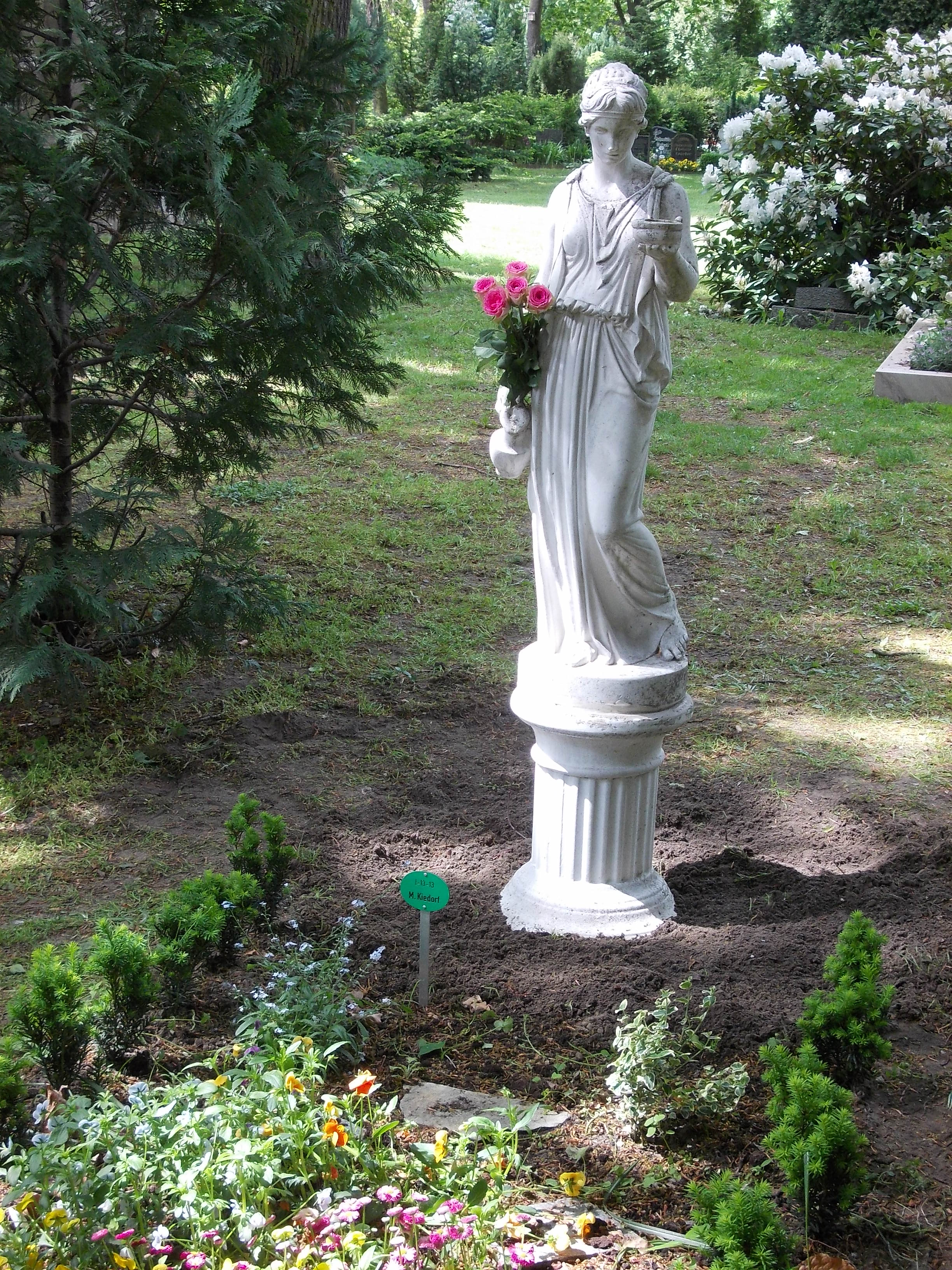
Manfred und Roswitha Kiedorfs Grabstätte auf dem Friedhof II der Sophiengemeinde in Berlin mit der von ihm gewünschten Figur – einer Hebe, in der griechischen Mythologie Mundschenk der Götter

Manfred Kiedorf war zwei Mal verheiratet (1959 / 1985) und ist Vater von sieben Kindern – Andreas Manfred (* 1960), Fabian Herbert Stefan (* 1961), Peter Matthias (* 1961), Peter-Christian (* 1963), Bettina-Ulrike (* 1964), Ulrich (1969–1969) und Henriette Karoline (* 1973).
Manfred Kiedorf – einer der letzten deutschen Bohemiens des 20. Jahrhunderts – starb am Morgen des 1. Januar 2015 in einem Seniorenheim in Berlin-Frohnau und wurde am 20. Januar 2015 auf dem Friedhof II der Sophiengemeinde in Berlin-Mitte (Grabstätte I-13-13) beigesetzt.
Roswitha Kiedorf (geborene Spaller, geschiedene Hoepp * 1942, Woldegk), seine zweite Ehefrau, verstarb am 20. April 2016 in einem Berliner Seniorenheim und wurde im Grab ihres Ehemannes beigesetzt.

## Gestalterische Tätigkeit im Bereich der angewandten Kunst (Auswahl)
- Sechs Zeichnungen im 1. Heft, Mai 1960, des DDR-Humor- und Satiremagazins Eulenspiegel
- Nach Watteau-Motiven gestaltete, in Zinn gegossene Rococo-Miniaturen im Auftrag der DEMUSA (Deutsche Musikinstrumenten- und Spielwaren Außenhandelsgesellschaft mbH Berlin), 1964/65
- In Zinn gegossene, als Werbe-Präsent gedachte Beatles-Miniaturen im Auftrag der DEMUSA (Deutsche Musikinstrumenten- und Spielwaren Außenhandelsgesellschaft mbH Berlin), 1966
- In Zinn gegossene, als Werbe-Präsent gedachte Miniaturen Augsburger Geschlechtertanz (jeweils 10 Figuren) im Auftrag der DEMUSA (Deutsche Musikinstrumenten- und Spielwaren Außenhandelsgesellschaft mbH Berlin), 1966
- Deutscher-Bauernkrieg-Zinnfiguren Diorama für das Haus der Offiziere, Nationale Volksarmee in Torgelow, 1966[4]
- Medaille des Züchter-Verbands Deutsche Boxerhunde
- Nachbildung der Vereinsfahne Freiheit, Gleichheit, Verbrüderung – Die Deutsche Legion der Schweiz, 1848, 125 × 161 cm (mit Schlaufen), für das Museum für Deutsche Geschichte Berlin
- Nachbildung der Fahne Internationale Arbeiter Association. Sect. Basel – Keine Pflichten, ohne Rechte, keine Rechte ohne Pflichten, 1869, 109 × 123 cm für das Museum für Deutsche Geschichte Berlin
- Nachbildung der Fahne vom 67. Bataillon der Kommune von Paris, 1871, 116 × 142 cm, für das Museum für Deutsche Geschichte Berlin
- Dioramen Jagd der Gegenwart, Jagd in der Urgemeinschaft und im Mittelalter (Heimkehr von der Jagd), Museum Burg Falkenstein/Harz, 1972
- Bronzenes Amtsschild des Centre Culturel Français in Berlin (DDR), Unter den Linden 37/39; Eröffnung: 27. Januar 1984
- Entwurf für das kunstgeschmiedete Wappen des Scharfrichterhauses in Werder (Havel), am Plantagenplatz
- 101 Glasbilder für eine Kegelbahn in Freiburg im Breisgau, 1990
- Ausstattung (Wappen, Kostüme und Flaggen) für die am 6. August 2003 stattgehabte Eröffnung der Botschaft des Königreiches Dyonien für Ernst H. Exters Currywurst-Unternehmen im Beisein ihrer Exzellenzen der Botschaftsräte aus Ecuador und Polen in Berlin-Baumschulenweg
- Trickzeichnungen für den Dokumentarfilm Fallwurf Böhme – Die wundersamen Wege eines Linkshänders von Heinz Brinkmann, Deutschland 2012

## Bücher im Eigenverlag
Anfang der 1990er Jahre entdeckte Kiedorf die Karikatur als alte Leidenschaft wieder, die er in limitierten Auflagen von meist 100 nummerierten Exemplaren verlegte. Die Berliner Buchbinder Klaus Kindling und vor allem Markus Rottmann haben diese in der Regel etwa 50-seitigen Werke im Oktavformat mit Marmorpapier-Einbänden herausgebracht. Erschienen sind:
- Kunterbuntbuch Nr. 1, mit einem Mittelwort von Jochen Petersdorf, 52 S., Berlin 1990
- Kunterbuntbuch Nr. 2, mit einem Mittelwort von Jochen Petersdorf, 58 S., Berlin 1991
- Aufschwung Ost, 50 Zeichnungen, 52 S., Berlin 1993
- Sympharosiade, Hohes Lied der Sympharosa in zwanzig Gesängen, verfasst von Bombastus des aus Igelshieb, 28 S., Berlin 1995
- Der Ring der Niegelungenen – Eine Ost-West-Seifenoper in 50 Bildern, mit einem Mittelwort von Matthias Thalheim, 60 S., Berlin 1996
- Ganz sehr seltene Tiere aus dem Oderbruch, für Dr. med. vet. Siegfried Börner, Berlin 1996
- Unterm Strich – Eine gefälschte Bilanz in 50 Zeichnungen, Mittelwort: „2 bis 3 Seelen wohnen in meiner Brust“ vom Autor, Berlin 1997
- Du und die Anderen – 50 Zeichnungen und anderer Unsinn, Mittelwort: Karla M. von Törne, 62 S., Berlin 1999
- Am liebsten ist mir mein Katzentier, Mittelwort: Karla M. von Törne, 52 S., Berlin 1999
- Die deutsche Eiche – Ein Melodram für erwachsene Kinder, nach einer Idee von Uwe Nutto, Text: Jochen Petersdorf, Bild: Manfred Kiedorf, Nachwort: Matthias Thalheim, 14 S., Leporello, Berlin 1991/2000
- Bombastus der aus Igelshieb: Tierkunde. Schöne Bilder – Zierliche Verse, 50 S., Berlin 2005
- Bombastus der aus Igelshieb: Tierkunde 2. Schöne Bilder, Zierliche Verse, Vorwort: B.d.a. Igelshieb, Nachwort: Matthias Thalheim, 52 S., Berlin 2005
- Postfrisch und abgestempelt aber echt falsch. 155 Spottmarken aus 10 Jahren und ein erklärendes Wort von Matthias Thalheim, 76 S., Berlin 2006
- Auf Brettern durch die Lüfte – Helmut Recknagel, 12 S., Leporello, Berlin 2007
- Im Wesentlichen von Katzen, Mittelwort von Matthias Thalheim, 50 S., Berlin 2008
- Alt sein ist schön – Ärzte ohne Grenzen, Zwei Themen in einem Band, Kein Mittelwort vom Autor, 70 S., Berlin 2008
- Manfred Kiedorf fragt: Hat Schiller gelacht?, mit einem Nachwort von Matthias Biskupek, 52 S., Berlin 2009
- Von Opas und Möbeln, mit einem Mittelwort von Matthias Thalheim, 54 S., Berlin 2009
- Von Opas und Möbeln 2, Begleitwort: Manfred Kiedorf, 70 S., Berlin 2009
- Bombastus der aus Igelshieb: Menschenkunde – Von Essen und Marotten der Menschen auf der Erde, 52 S., Berlin 2010
- Oparetten – Komponiert mit Fußnoten, mit einem Mittelwort von Helga Höhne, 70 S., Berlin 2010
- Hartholz-Lyrik vom Meter und selbstgesägt, genannt: Indigos, Nachwort: Manfred Kiedorf, 58 S., Berlin 2011
- Aus der Steinzeit von Ma(mmut)fred Kie(sel)dorf, Mittelwort: Matthias Thalheim; 50 S., Berlin 2012

## Ausstellungen
- Miniatur in der Bildenden Kunst der DDR, Altes Rathaus, Fürstenwalde/Spree, 12. Januar bis 14. März 1982 (zusammen mit Gerhard Bätz)
- galerie „S“, Berlin-Pankow, Maximilianstraße 12a, Eröffnung: 9. Februar bis 8. März 1995, Eröffnungsrede: Harald Kollmann, Bundeskanzleramt A.S. Berlin
- Schlosshotel Teupitz, Eröffnung: 15. Mai 1997
- Städtische Galerie „Comptoir“ Sonneberg, 10. Dezember 2000 bis 25. Februar 2001
- Schloss Friedenstein Gotha, 2001
- Alte Synagoge Erfurt, 2002
- Papiermuseum Alte Dombach, Bergisch Gladbach, Eröffnung: 23. Mai 2002
- Badehaus von Schloss Fasanerie bei Eichenzell/Fulda, Eröffnung: 10. Mai 2003
- Historisches Museum Hanau Schloss Philippsruhe, Eröffnung: 14. Dezember 2003
- Schloss Weesenstein, Eröffnung: 14. Mai 2004
- Schloss Heidecksburg, Rudolstadt, Eröffnung: November 2004
- Schloss Wernigerode, Eröffnung: 29. Mai 2005
- Ausstellung des Museum Bad Arolsen im Residenzschloss, Eröffnung: 26. Juni 2005
- Burg Altena, Eröffnung: 12. November 2005
- Bad Kreuznach, Eröffnung: 18. Juni 2006
- Alte Hofküche, Schloss Heidecksburg, Rudolstadt, Eröffnung: 25. Mai 2007
- Schloss Heidecksburg, Rudolstadt: Kiedorfs Panopticum – Im Gedenken an Manfred Kiedorf, Eröffnung: 14. August 2015

## Film- und Fernsehdokumentationen
- Scharnhorst – Schöpfer der Volksbewaffnung, Armeefilmstudio der NVA 1969, (Zinnfiguren und Zeichnungen), (26 min), mit Beiheft Verlag Volk und Wissen 1970
- Das vorläufige Leben des Grafen Kiedorf, Teil 3 der Trilogie der ungebrochenen Herzen, Dokumentarfilm (45 Min.) von Heinz Brinkmann (Deutschland 1992)
- Darsteller in: Usedom. Ein deutsches Inselleben – Teil 1 (90 Min.) von Heinz Brinkmann (Deutschland 1993)
- „Von der Lust am Prunken“ – Film von Ria Weber Mitteldeutscher Rundfunk 2007, auch als DVD erschienen, Telepool 2007

## Radiosendungen
- „Oh ihr Nymphen, die ihr wohnet in den Bäumen“ – Zwei malende Bohemiens im Weimar der fünfziger Jahre. Erinnerungen von Manfred Kiedorf, Regie: Matthias Thalheim, Mitteldeutscher Rundfunk 1993
- „Liebes Volk! - Redezeit für Radiohörer“ – Folge 111, Mitteldeutscher Rundfunk, 13. Februar 1993
- „Wie die Thälmann-Pioniere in Karl Mays wilden Westen kamen“ von Jörg Sobiella, Gesprächspartner zur Geschichte des MOSAIK, Mitteldeutscher Rundfunk, 16. Dezember 1995
- „Bauern, Bonzen und Bomben“ – Hörspiel nach Hans Fallada, Rolle: Graf Bandekow; Regie: Jürgen Dluzniewski, Mitteldeutscher Rundfunk, Februar 1997, auch als Hörbuch erschienen, 5 CDs (345 Min.), Osterwold-Audio, Hamburg 2012, ISBN 978-3-86952-123-7
- „Groblieb von Trunksess – Aus dem Leben eines vergessenen Ritters“ von und mit Manfred Kiedorf, Autorenlesung Mitteldeutscher Rundfunk, 21. Mai 1998
- „Die Schlösser der gepriesenen Insel – Gerhard Bätz und Manfred Kiedorf in den Residenzen ihrer Fantasie“ – Hörbild von Gerhard Bätz und Manfred Kiedorf, Regie: Matthias Thalheim, Mitteldeutscher Rundfunk, Februar 2007